# Jim Bradbury
Pour les articles homonymes, voir Bradbury.
Jim Bradbury (né à Londres le 27 février 1937 et mort en janvier 2023) est un historien britannique spécialiste de l'histoire militaire du Moyen Âge.

## Sélection d'écrits
- 1975 - Shakespeare and his Theatre, Longman,  (ISBN 0-582-20539-5)
- 1985 - The Medieval Archer, The Boydell Press,  (ISBN 0-85115-194-9)
- 1988 - Introduction to The Buckinghamshire Domesday, Alecto Historical Editions,  (ISBN 0-948459-86-7)
- 1992 - The Medieval Siege, The Boydell Press,  (ISBN 1-85285-528-2)
- 1996 - Stephen and Matilda: Civil War of 1139-53, Sutton Publishing,  (ISBN 0-7509-0612-X)
- 1997 - Philip Augustus: King of France, 1180-1223, Longman,  (ISBN 0-582-06058-3)
- 1998 - The Battle of Hastings, Sutton Publishing,  (ISBN 0-7509-1291-X)
- 2004 - The Routledge Companion to Medieval Warfare, Londres : Routledge,  (ISBN 0-415-22126-9)
- 2007 - The Capetians: Kings of France 987-1314, Hambledon Continuum,  (ISBN 1-85285-528-2)
- 2010 - Robin Hood, Amberley Publishing,  (ISBN 978-1-84868-185-9)
- 2021 - The Battle of Hastings: The Fall of the Anglo-Saxons and the Rise of the Normans, New York : Pegasus Books,  (ISBN 978-1-64313-632-5)

### Collaborations
Avec Matthew Bennett (en), Kelly DeVries, Ian Dickie et Phyllis Jestice :
- 2005 - Fighting Techniques of the Medieval World, R-U : Amber Books,  (ISBN 1-86227-299-9).